# Mòng biển Heuglin
Mòng biển chân vàng (Danh pháp khoa học: Larus heuglini) hay còn gọi là mòng biển Siberia, là một loài chim biển trong chi Larus thuộc họ Mòng biển. Nó có liên quan chặt chẽ đến Larus fuscus và thường được phân loại như là một phân loài của loài đó. Nó cũng đã được bao gồm trong loài Larus argentatus.

## Phân bố
Loài chim phân bố ở phần phía đông của dãy Heuglin và thường xuyên được coi là một phân loài riêng biệt Larus heuglini taimyrensis (Mòng biển Taimyr). Một khả năng khác là chúng đang có một kết quả của việc lai tạo giữa con mòng biển Heuglin và mòng biển Vega. Mòng biển Heuglin sinh sản trong các vùng lãnh nguyên của miền bắc nước Nga từ bán đảo Kola phía đông của bán đảo Taymyr.
Chúng cũng thường xuyên được báo cáo từ Phần Lan và có thể sinh sản ở đó. Chúng di chuyển về phía nam tới mùa đông ở Tây Nam Á, Tiểu lục địa Ấn Độ, Đông Nam Á trong đó có Việt Nam, và Đông Phi. Một số lượng nhỏ được nhìn thấy trong khu vực Đông Nam Á, nó đã được ghi nhận ở Nam Phi và nó có thể xảy ra như là những kẻ lang thang ở Tây Âu.

## Đặc điểm
Chúng là những con hải âu lớn với một đầu tròn, và đôi chân dài và đôi cánh. Chiều dài từ 53–70 cm (21–28 in), sải cánh là từ 138–158 cm (54–62 in) và khối lượng cơ thể là từ 745 đến 1.360 g (1,642-2,998 lb). Trong số đo chuẩn, độ sải cánh từ 40,5-46,9 cm (15,9-18,5 in) và các xương cổ chân là 5,9-7,8 cm (2,3-3,1 in). Các lông vũ chính có thể không được phát triển đầy đủ cho đến tháng Hai hoặc tháng Ba khi đầu vẫn còn sọc. Chúng ăn chủ yếu trên động vật thân mềm, sâu bọ, và động vật giáp xác.